# ألكسيس نافارو
ألكسيس نافارو (بالإسبانية: Alexis Navarro) هو سياسي فنزويلي، ولد في 2 أكتوبر 1946 في فنزويلا، وتوفي في 22 مايو 2016 في كاراكاس في فنزويلا. حزبياً، نشط في حركة الجمهورية الخامسة.